# コリンティア県

コリンティア県
Περιφερειακή ενότητα Κορινθίας測地系: 北緯37度55分 東経22度45分 / 北緯37.917度 東経22.750度座標: 北緯37度55分 東経22度45分 / 北緯37.917度 東経22.750度

コリンティア県（コリンティアけん、ギリシア語: Κορινθία / Korinthía）は、ギリシャのペロポネソス地方を構成する行政区（ペリフェリアキ・エノティタ）のひとつ。県都はコリントス。
「コリンシア県」「コリントス県」などとも表記される。

## 地理

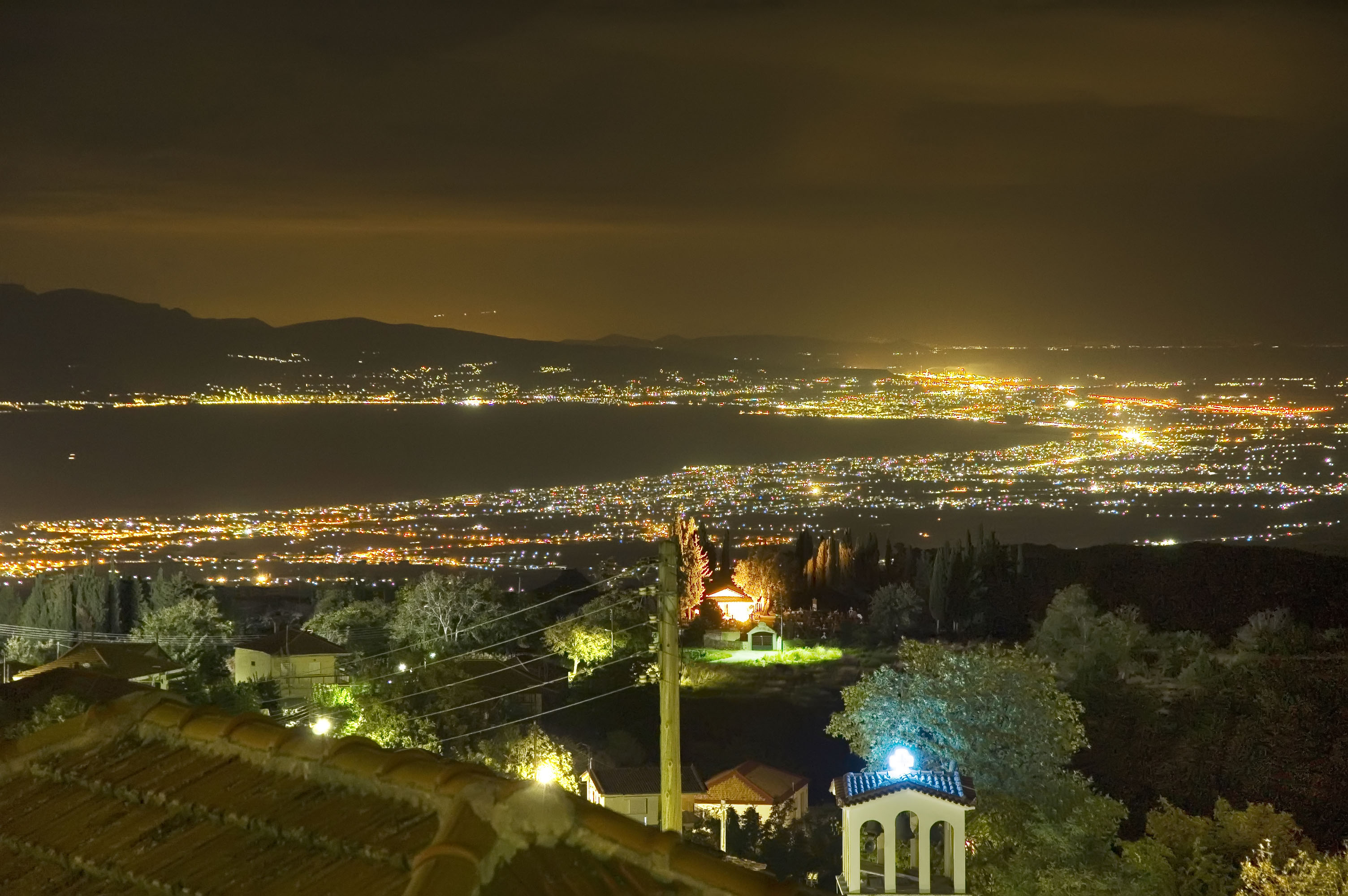
シキオナのΚρυονέρι地区から見たコリンティアコス湾の夜景。奥はコリントス。（撮影：DiGi）

### 位置・広がり
広域自治体としてのペロポネソス地方の北東部に位置する県である。県都コリントスは、首都アテネから西へ約70km、州都トリポリから東北へ約68km、パトラから東南東へ約110kmの距離にある。
地理的なペロポネソス半島の北東部にあたり、北はコリンティアコス湾（イオニア海）に、東はサロニコス湾（エーゲ海）に面している。コリンティアコス湾とサロニコス湾の間の狭隘なコリントス地峡でギリシャ主要部（ステレア・エラダ）と接続している。コリントスの町の約4km東には、イオニア海とエーゲ海を繋ぐコリントス運河がある。
西はアハイア県（西ギリシャ地方）、北東は西アッティカ県（アッティカ地方）と、南はアルゴリダ県およびアルカディア県とにそれぞれ接している。

### 地勢
コリンティア県の北部および東部の海岸部の土地は、主に牧草地か農地である。県内の他の地域は主に山地となっている。県西部には最高峰のキリニ山がそびえ、南西部には県内最大のスティムファリア湖（古名: ステュムパロス湖）がある。
- アクロコリントスからのコリンティアコス湾
- キリニ山
- スティムファリア湖

### 主要な都市・集落
人口5000人以上の都市・集落には以下がある（人口はいずれも2001年国勢調査）。
- コリントス（コリントス市） - 29,787人
- ルトラキ（英語版）（ルトラキ＝アイイ・テオドリ市） - 13,239人
- キアト（英語版）（シキオナ市） - 9,743人
- アイイ・テオドリ（英語版）（ルトラキ＝アイイ・テオドリ市） - 5,960人
- クシロカストロ（英語版）（クシロカストロ＝エヴロスティナ市） - 5,618人

コリンティア県はアテネを中心とする大都市圏の一部として人口が増加しており、最東部のアイイ・テオドリなどの町はアテネの衛星都市とみなされている。

### 気候
コリンティア県の海岸部は、夏の気温が高く冬も温暖な気候であり、一方山間部では、冬に降雪が見られる気候である。

## 歴史

### 近代・現代
主要道路が初めて舗装されたのは19世紀から20世紀にかけてであり、20世紀の中ごろから終わりにかけては、他の地域と同じように、農業人口の大都市への流出が発生した。また、1960年代には、コリントス-アテネ間に高速道路が建設され、コリンティア県の産業は急激に成長した。
2006年には大規模なダムが建設され、2007年には山火事による被害を受けた。

#### 行政区画の変遷
ギリシャ独立後の1833年、アルゴリド・コリンティア県 (Argolis and Corinthia Prefecture) が設置され、ナフプリオ（現アルゴリダ県）に県庁が置かれた。この県（ノモス）は、現在のコリンティア県およびアルゴリダ県の領域と、現在ピレウス県に含まれるイドラ島・スペツェス島・キティラ島を含んでいた。
1836年、地方制度改革によりノモスが廃止された際、アルゴリドコリンティア県は北のコリンティアと南のアルゴリダの行政区（Διοίκηση）に分割された。1845年の改革でノモスが復活し、アルゴリドコリンティア県が再設置されるが、1899年に分割されてコリンティア県（Νομός Κορινθίας）とアルゴリダ県が誕生した。両県は1909年に再統合、1949年に再分割された。
2011年1月1日、ギリシャの地方制度改革にともない、自治体としての県（ノモス、νομός）は廃止され、ペリフェリア（地方）に属する行政区（περιφερειακές ενότητες / 英: peripheral unit）となった。

## 社会

### 経済・産業
コリンティア県の経済は主に販売業、サービス業、製造業、観光業、農業から成り立っている。
県北部および東部にあたる海岸部の平野部では、オリーブやブドウ、トマトなどが生産されている。

### 人口
1980年代には隣接するアルカディア県の人口を抜いた。ペロポネソス地方の5県のうちでは、メッシニア県に次ぐ人口を有する。
| 年   | 人口    | 増減           |
| ---- | ------- | -------------- |
| 1991 | 132,129 | -              |
| 2001 | 144,527 | +12,398/+9.38% |

## 行政区画

### 市（ディモス）

コリンティア県

コリィンティア県（Περιφερειακή ενότητα Κορινθίας）は、以下の自治体（ディモス、市）から構成される。人口は2001年国勢調査時点。
|   | 自治体名                       | 綴り                    | 政庁所在地          | 面積 Km² | 人口   |
| - | ------------------------------ | ----------------------- | ------------------- | -------- | ------ |
| 1 | コリントス                     | Κόρινθος                | コリントス (el)     | 611.02   | 58,523 |
| 2 | ヴェロ＝ヴォハ                 | Βέλο-Βόχα               | ゼヴゴラティオ (el) | 164.85   | 17,251 |
| 3 | ルトラキ＝アイイ・テオドリ     | Λουτράκι-Άγιοι Θεόδωροι | ルトラキ (el)       | 293.23   | 20,040 |
| 4 | ネメア                         | Νεμέα                   | ネメア (el)         | 192.50   | 7,774  |
| 5 | クシロカストロ＝エヴロスティナ | Ξυλόκαστρο-Ευρωστίνα    | クシロカストロ      | 411.52   | 18,224 |
| 6 | シキオナ                       | Σικυώνα                 | キアト (el)         | 599.04   | 23,203 |

### 旧自治体（ディモティキ・エノティタ）

コリンティア県（1999年 - 2010年）

カリクラティス改革（2011年1月施行）以前の広域自治体（ノモス）としてのコリンティア県（Νομός Κορινθίας）は、以下の基礎自治体（ディモス）から構成されていた。改革後、旧自治体は新自治体（ディモス）を構成する行政区（ディモティキ・エノティタ）となっている。
下表の番号は右図と対応している。「政庁所在地」欄で太字になっているものは、新自治体の政庁所在地となったものを示す。
|    | 旧自治体           | 綴り              | 政庁所在地        | 新自治体                       |
| -- | ------------------ | ----------------- | ----------------- | ------------------------------ |
| 1  | コリントス         | Κόρινθος          | コリントス        | コリントス                     |
| 2  | アイイ・テオドリ   | Άγιοι Θεόδωροι    | アイイ・テオドリ  | ルトラキ＝アイイ・テオドリ     |
| 3  | アソス＝レヘオ     | Άσσος-Λέχαιο      | ペリヤリ          | コリントス                     |
| 4  | ヴェロ             | Βέλο              | ヴェロ (el)       | ヴェロ＝ヴォハ                 |
| 5  | ヴォハ             | Βόχα              | ゼヴゴラティオ    | ヴェロ＝ヴォハ                 |
| 6  | エヴロスティニ     | Ευρωστίνη         | デルヴェニ (el)   | クシロカストロ＝エヴロスティナ |
| 7  | ルトラキ＝ペラホラ | Λουτράκι-Περαχώρα | ルトラキ (el)     | ルトラキ＝アイイ・テオドリ     |
| 8  | ネメア             | Νεμέα             | ネメア            | ネメア                         |
| 9  | クシロカストロ     | Ξυλόκαστρο        | クシロカストロ    | クシロカストロ＝エヴロスティナ |
| 10 | サロニコス         | Σαρωνικός         | アティキア (el)   | コリントス                     |
| 11 | シキオナ           | Σικυώνα           | キアト            | シキオナ                       |
| 12 | ソリギア           | Σολυγεία          | ソフィコ (el)     | コリントス                     |
| 13 | スティムファリア   | Στυμφαλία         | カリャニ          | シキオナ                       |
| 14 | テネア             | Τενέα             | ヒリョモディ (el) | コリントス                     |
| 15 | フェネオス         | Φενεός            | グラ (el)         | シキオナ                       |

- Διοικητική διαίρεση νομού Κορινθίας (πρόγραμμα Καποδίστριας) - コリンティア県の自治体・集落一覧（1999年 - 2010年）

## 交通

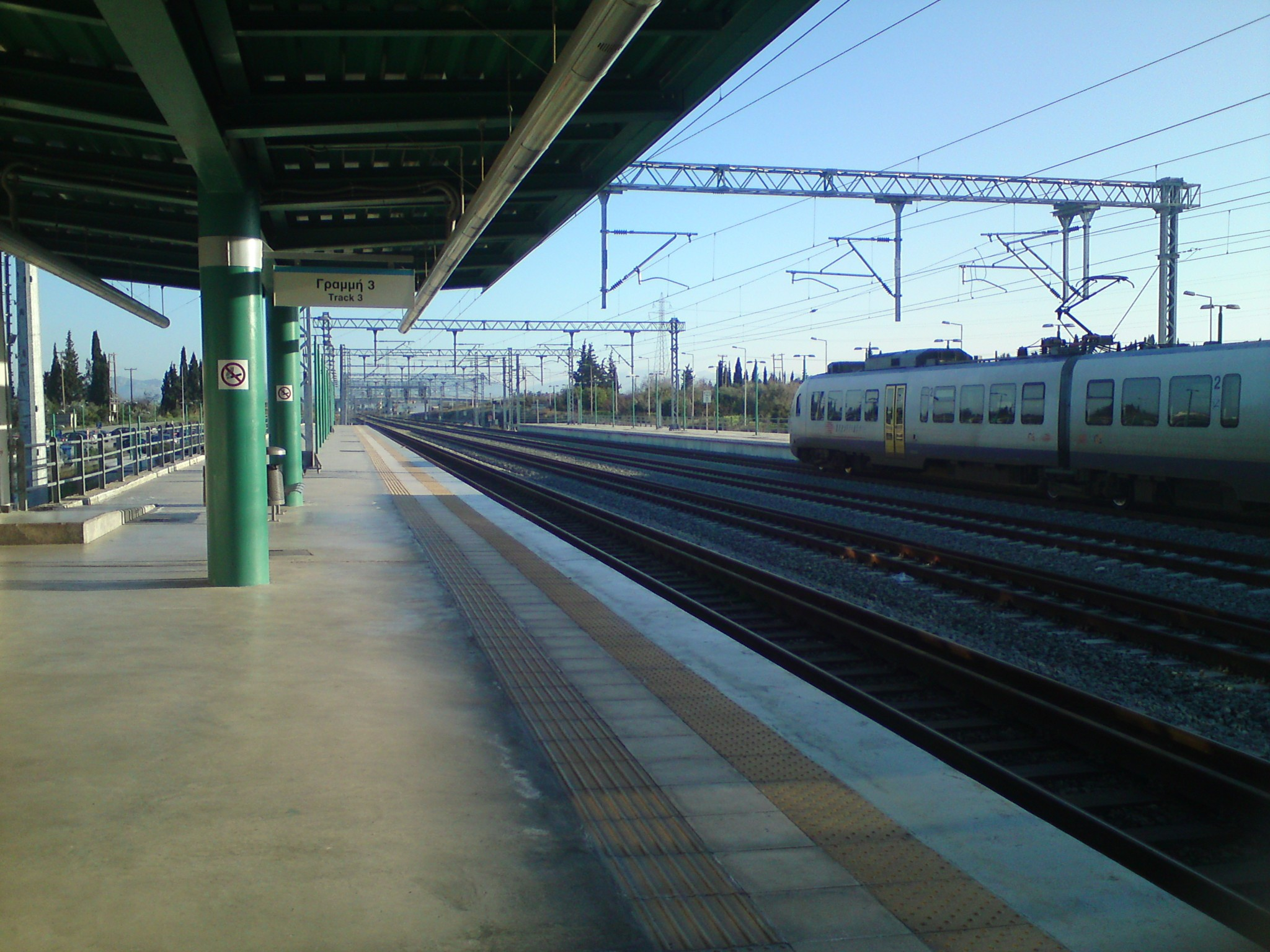
キアト駅

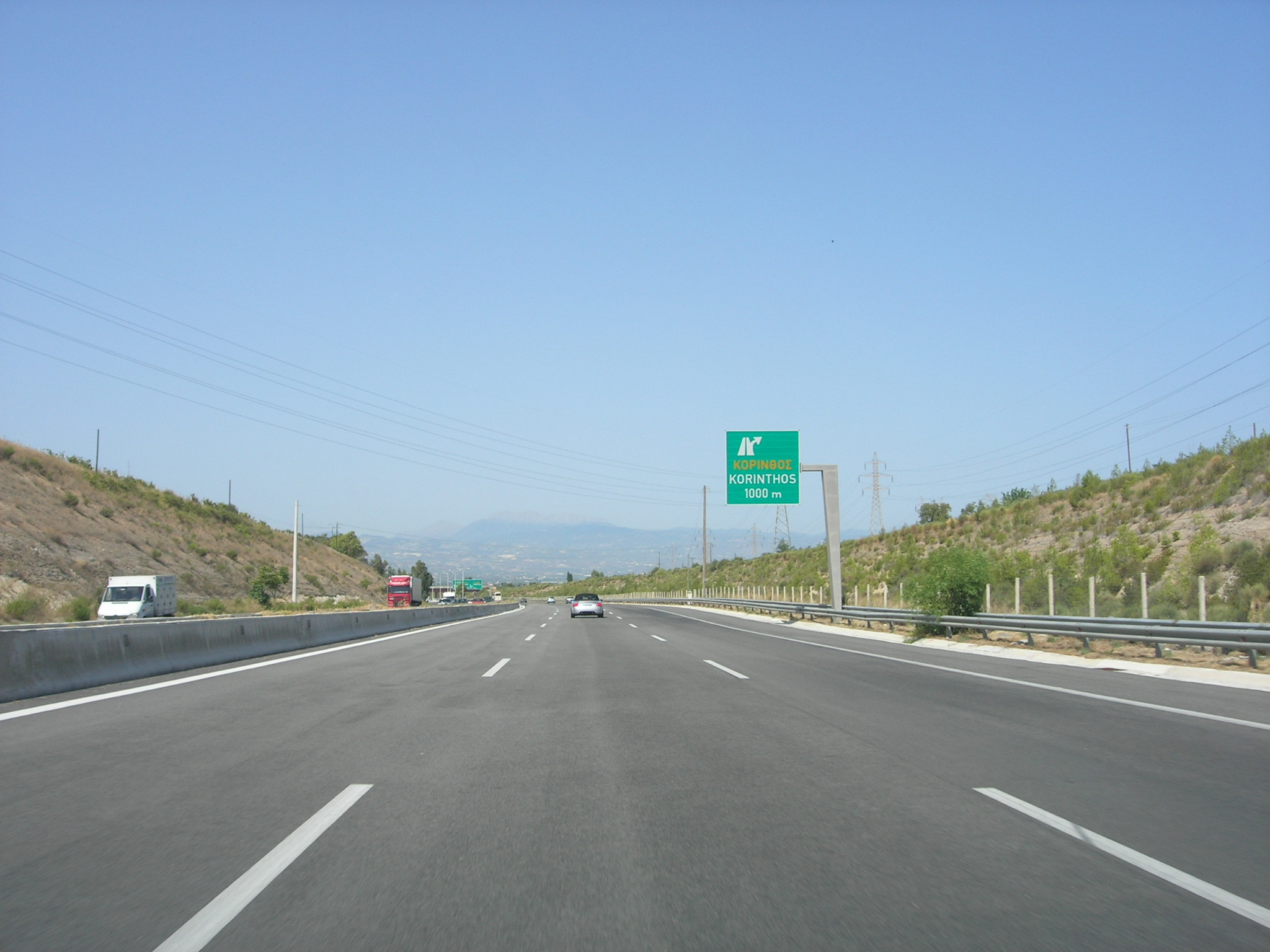
国道8A号線のコリントス出口付近

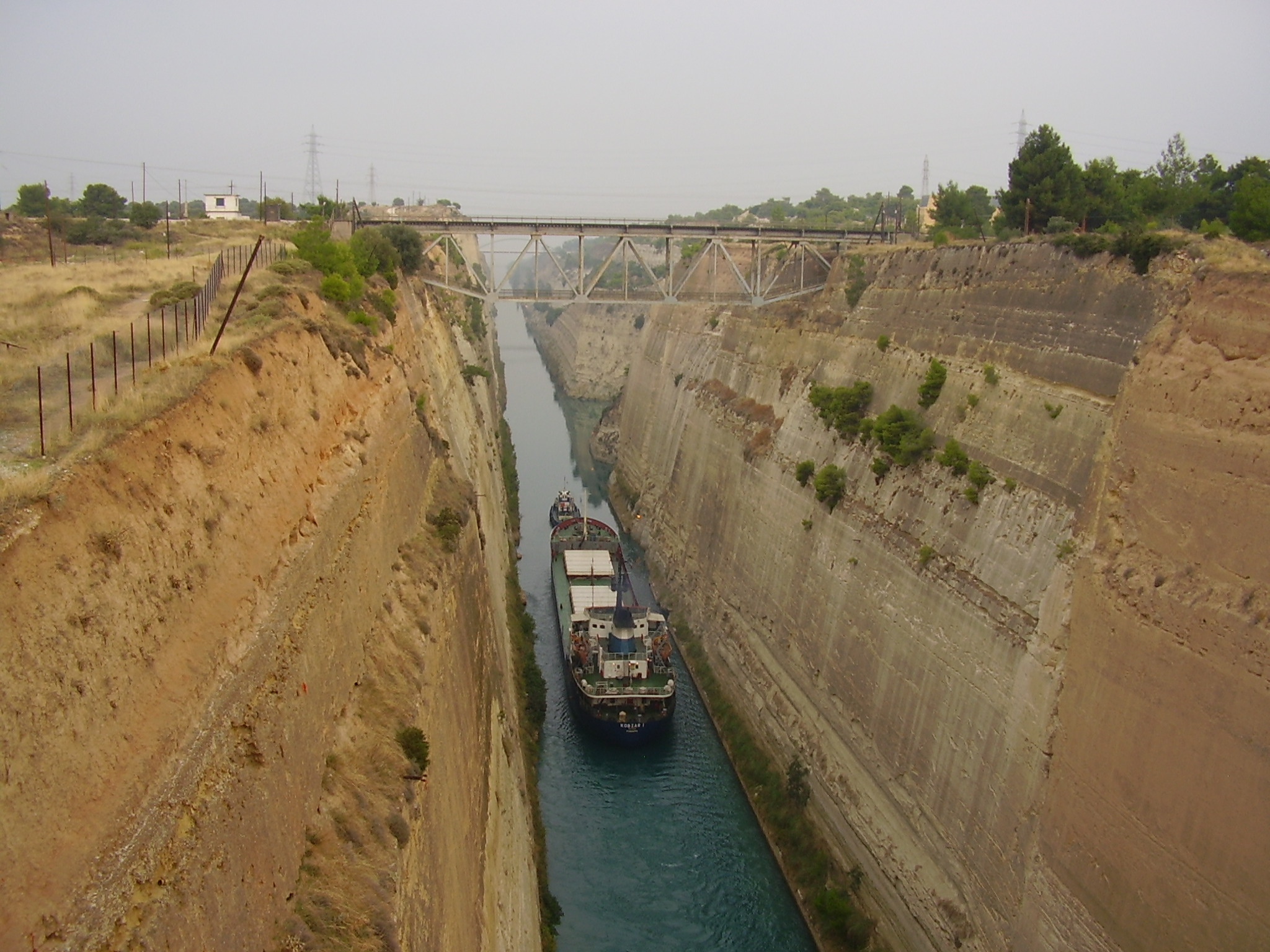
コリントス運河

県北東部のコリントス地峡は、アテネを含むギリシャ中部とペロポネソス半島とを結ぶ陸上交通の要衝であり、幹線鉄道・道路が県内を通過している。また、コリントス地峡を掘り抜いたコリントス運河は、海上交通に便宜をもたらしている。

### 鉄道
- ギリシャ国鉄（OSE） (Hellenic Railways Organisation) 
  - アテネ＝コリントス＝キアト線（メーターゲージ）
  - コリントス＝アルゴス＝ナフプリオ＝トリポリ＝カラマタ線
  - プロアスティアコス

### 道路
アテネからコリントスを経由してパトラに至る国道8・8A号線、コリントスからペロポネソス半島を縦断してカラマタに至る国道7号線および高速道路A8号線が幹線に当たる。コリンティアコス湾に沿って県域を横断する国道8・8A号線は、アイイ・テオドリ、コリントス、キアト、クシロカストロなど、主要な市街や集落を結んでいる。
国道8A号線の一部は高速道路として供用されており、アテネを起点にペロポネソス半島北海岸・西海岸の都市を結んで建設中の高速道路 Olympia Odos（A8号線）に組み込まれる予定である。
高速道路
- A7  (Moreas Motorway)
- A8  (Olympia Odos)

国道
- 7号線  (National Road 7 (Greece))
- 8号線  (Greek National Road 8)
- 8A号線  (Greek National Road 8A)
- 66号線  (Greek National Road 66)
- 70号線  (Greek National Road 70)

欧州自動車道路
- E65号線 (European route E65)  - 国道8A号線、7号線
- E94号線 (European route E94)  - 国道8A号線

### 港湾・水上交通
港湾
- コリントス港

運河
- コリントス運河

## 文化・観光・施設

古代コリントスの遺跡

### 古代コリントスの遺跡
- アクロコリントスのアポロ神殿
- ネメアの遺跡
- ペラホラのヘーライオン（ヘーラー神殿） (Heraion of Perachora)

- ペラホラのヘーライオン
- ネメアのゼウス神殿
- アクロコリントスのアポロ神殿

### その他
- コリントス運河
- ルトラキの温泉